# Alamania
Alamania (лат.) — монотипный род однодольных растений семейства Орхидные (Orchidaceae), включающий вид Alamania punicea Lex.. Выделен мексиканским ботаником Хуаном Хосе Мартинесом де Лехарсой в 1824 году.
Род назван в честь мексиканского государственного деятеля и естествоиспытателя Лукаса Аламана.

## Распространение и среда обитания
Единственный вид является эндемиком Мексики, встречающийся в штатах на востоке страны.
Эпифитные растения, прикрепляющиеся к деревьям из рода Дуб (Quercus), скалам. Встречаются в редколесьях, на пастбищах и т. д..

## Общая характеристика
Небольшие растения.
Корневище с яйцевидной псевдобульбой.
Листьев по 2—3 на растении, кожистые, продолговато-эллиптической формы, тупоконечные.
Соцветие кистевидное, терминальное, несёт 1—5 цветков.
Цветут весной и в начале лета.

## Значение
Культивируются.